# Pleurothallis imbeana
Pleurothallis imbeana là một loài thực vật có hoa trong họ Lan. Loài này được Brade miêu tả khoa học đầu tiên năm 1932.